# Jonathan Caouette

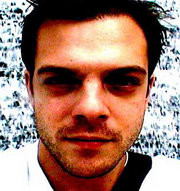
Jonathan Caouette

Jonathan Caouette (nacido en 1973) es un director de cine, escritor, guionista y actor  estadounidense proveniente de Houston, Texas.
Caouette es el director y editor de la película Tarnation (2003), un documental autobiográfico. Es director además de Todas las fiestas del mañana

## Biografía
Jonathan tuvo una infancia dura. Se crio en casa de sus abuelos mientras su madre tenía esquizofrenia.
Desde la edad de 11 años se dedicó a registrar su vida en cintas de 8 mm, vídeos y fotografías. Estas grabaciones fueron más tarde editadas y reunidas por él mismo para crear su film más conocido: "Tarnation".
El retrato de su vida en imágenes muestra en parte la radicalidad con la que se puede vivir en el sur de los Estados Unidos. Por ejemplo, la dificultad con la que debe vivir un homosexual el día a día, o lo macabro de ciertos tratamientos médicos. Su madre, Renée LeBlanc, quien no estuvo con él desde la infancia, ha marcado su vida debido a su estado médico de esquizofrenia. Su padre fue siempre un enigma para él hasta ya entrada la edad adulta. Sus abuelos lo criaron en una casa modesta en las cercanías de Houston.

En un momento determinado, Jonathan decide irse a la ciudad de Nueva York, donde vive actualmente junto a su esposo, oriundo de Colombia. Vive además con su hijo, que tuvo con una amiga en los años 90, y que no es mencionado en su autobiografía audiovisual.

## Películas (como director)
- Tarnation (2003 en EE. UU., 2004 en España y 2005 en Argentina)
- Todas las fiestas del mañana (2009).
- All Flowers in Time (cortometraje) (2010)

## Actuación
- Caouette jugó un rol mayor en la película "Fat girls" (2006), en "Portland" (2008) y en "The Moon and He" (2008). Además, apareció en "Shortbus", dirigida por John Cameron Mitchell.